# Emma E. Booker Elementary School
L'Emma E. Booker Elementary School est une école élémentaire de Sarasota, en Floride. Ouverte à l'automne 1989, elle doit son nom à Emma E. Booker, éducatrice qui fut la première à ouvrir une école pour Noirs dans le comté de Sarasota, en 1923. L'établissement est surtout connu pour être le lieu où se trouvait le président des États-Unis George W. Bush lorsqu'il fut informé des attentats du 11 septembre 2001. Elle apparaît à ce titre dans Fahrenheit 9/11, documentaire de Michael Moore critiquant la réaction du chef d'État aux actes terroristes.

## Annexe